# Берчвуд-Виллидж (город, Миннесота)
Берчвуд-Виллидж (англ. Birchwood Village) — город в округе Вашингтон, штат Миннесота, США. На площади 0,9 км² (0,9 км² — суша, водоёмов нет), согласно переписи 2002 года, проживают 968 человек. Плотность населения составляет 1084,3 чел/км².
- Телефонный код города — 651
- Почтовый индекс — 55110
- FIPS-код города — 27-06058[1]
- GNIS-идентификатор —